# Eozină

Eosin Y

Eosin B

Eozina (tetrabromo-fluoresceina) este  un colorant cu o fluorescență roșie, format prin adiția bromului la fluoresceină. Este un colorant utilizat pentru evidențierea citoplasmei, a fibrelor de colagen și pentru realizarea altor colorații histologice.
Actualmente există 2 structuri care se referă la eozină: eozina Y  (eosin Y ws, eosin gălbui, Acid Red 87, C.I. 45380, bromoeosină, acid bromofluoresceic , D&C Red No. 22, având o ușoară nuanță de galben. Al 2-lea component este eosin B(Acid Red 91, C.I. 45400, Safrosine, Eosin ecarlat sau Roșu imperial)
Eozina este utilizată ca mediu de contrast în colorația cu hematoxilină, eozina colorând citoplasma în roz-orange iar nucleii colorați în albastru sau violet. Eozina colorează de asemenea  eritrocitele  în roșu intens.
Eozina Y este un derivat tetrabromurat al fluoresceinei, iar eozina B este un derivat dribromo-drinito al fluoresceinei.